# Institut professionnel de Kiipula
L'institut professionnel de Kiipula (finnois : Kiipulan ammattiopisto) est une école professionnelle spécialisée en Finlande,,.

## Présentation
L'institut est un établissement d'enseignement professionnel spécialisé et un centre de développement de l'enseignement professionnel spécialisé. 
Il accueille environ 1 000 étudiants en éducation spécialisée. 
Le collège professionnel de Kiipula opère dans neuf lieux. 
Le site principal de l'institut professionnel se trouve à Turenki dans la municipalité de  Janakkala. 
Les autres lieux sont situés à Forssa, Hämeenlinna, Kouvola, Lahti, Riihimäki, Tampere, Nokia et Vantaa.
L'institut s'est considérablement développé au début de 2009 après la fusion de l'école professionnelle spéciale de Perttula avec l'institut professionnel de Kiipula.
L'enseignement professionnel de premier cycle (d'une durée de trois ans) est organisé dans plusieurs domaines (secteur de l'automobile, secteur des soins capillaires et esthétiques, commerce, logistique, secteur agricole, secteur du tourisme, secteur forestier, secteur du nettoyage et des services immobiliers, jardinage restauration, secteur de la restauration et de l'hébergement, secteur social et de la santé, technologies de l'information et de la communication). 
Selon le domaine, le titre du diplôme est mécanicien automobile, mécanicien de petites machines, coiffeur, barbier, ingénieur commercial, jardinier, agent immobilier, travailleur de la logistique de service, cuisinier, gardien d'établissement, bûcheron-prestataire de services forestiers, aide à domicile, personne de soutien informatique ou réceptionniste.
Des formations préparatoires sont aussi organisées : TUVA est un programme de formation qui prépare les étudiants à une qualification secondaire supérieure générale et TELMA est un programme de formation qui prépare les étudiants au travail et à une vie indépendante.